# M992

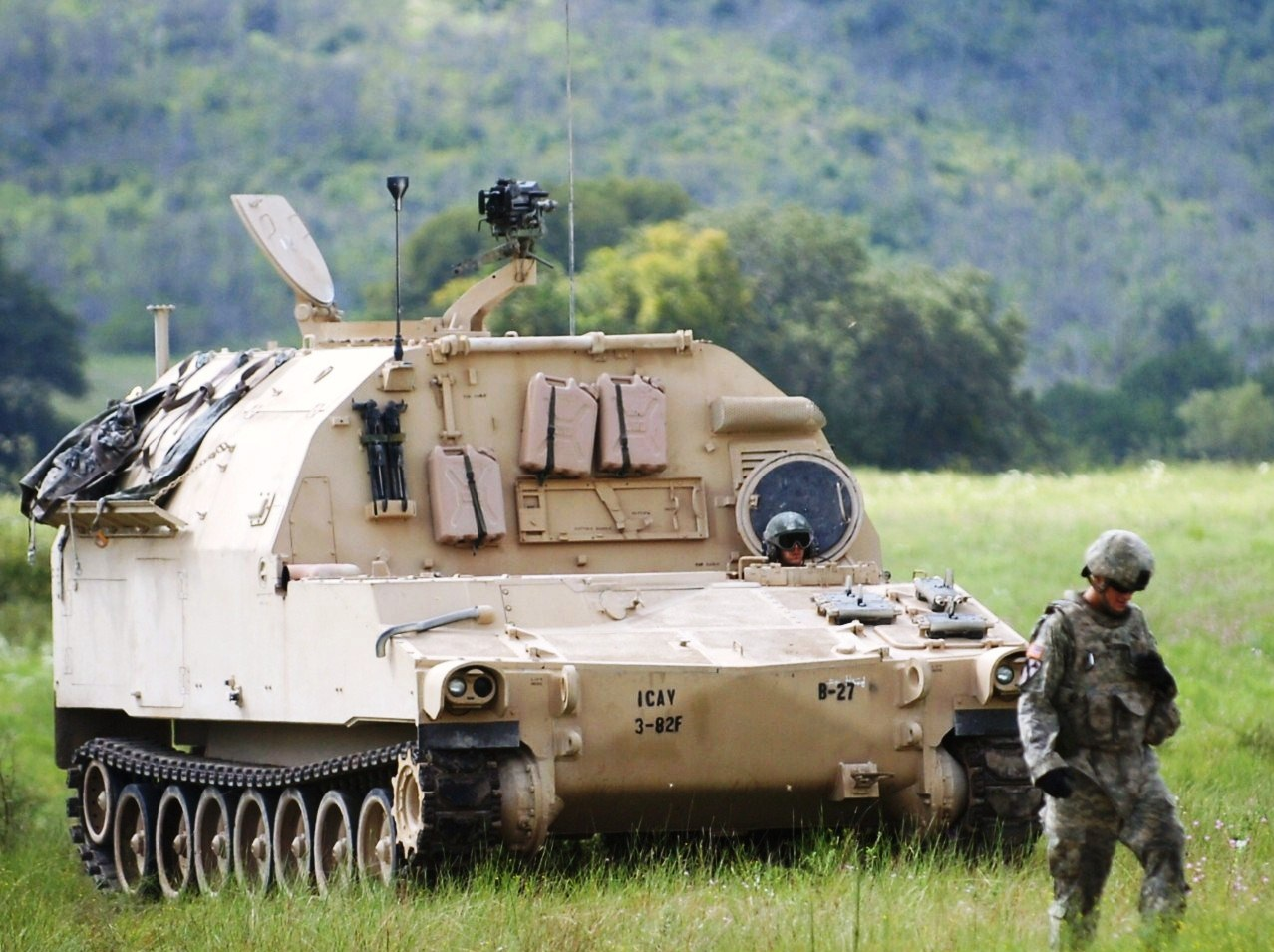

El M992 ("Vehículo de apoyo a municiones de artillería de campaña M992" (FAASV)) es un tractor de artillería y logística de municiones para el cañón autopropulsado M109 y derivado de él por su chasis pero sin torreta, ligeramente mayor en volumen.

## Historia
En 1979, el Ejército de Estados Unidos llevó a cabo pruebas de tres prototipos de vehículos blindados de reabastecimiento de municiones con orugas, con el fin de sustituir al M548, que no estaba blindado, basado en el chasis M113.
Dos de ellos se construyeron a partir del chasis M109, que ya había demostrado su eficacia (uno construido por Bowen-McLaughlin-York (fue absorbido en 1994 por  (en United Defense), que a su vez será comprado en 2005 por  (en BAE Systems Land & Armaments), una subsidiaria de BAE Systems.), y la otra por AAI/Huma Engineering Laboratory -un laboratorio del ejército estadounidense-). El último prototipo, basado en el chasis M548, es fabricado por FMC Corporation.
Después de una larga serie de pruebas, se eligió el chasis del M109 con preferencia al del M548 por varias razones, incluida su estandarización con el obús autopropulsado M109 que soportaría en el campo de batalla. Esto proporcionó una gran cantidad de ventajas al ejército de los EE. UU., incluido un entrenamiento simplificado y apoyo logístico. Tras las pruebas realizadas en los prototipos denominados XM992, este último modelo fue aceptado para entrar en servicio en el ejército estadounidense. Fue clasificado como un “vehículo de suministro de municiones tácticas en el frente M992” (Vehículo de apoyo de municiones de artillería de campo, FAASV). El primer pedido de producción del M992 se realizó con fondos del ejercicio presupuestario de 1983, y los primeros vehículos de producción se completaron en 1984. Antes de finales de ese año, ya se habían construido 38 vehículos, a los que seguirían 185 en 1985. Aproximadamente 1500 fueron suministradas al ejército de EE. UU.

## Galerie

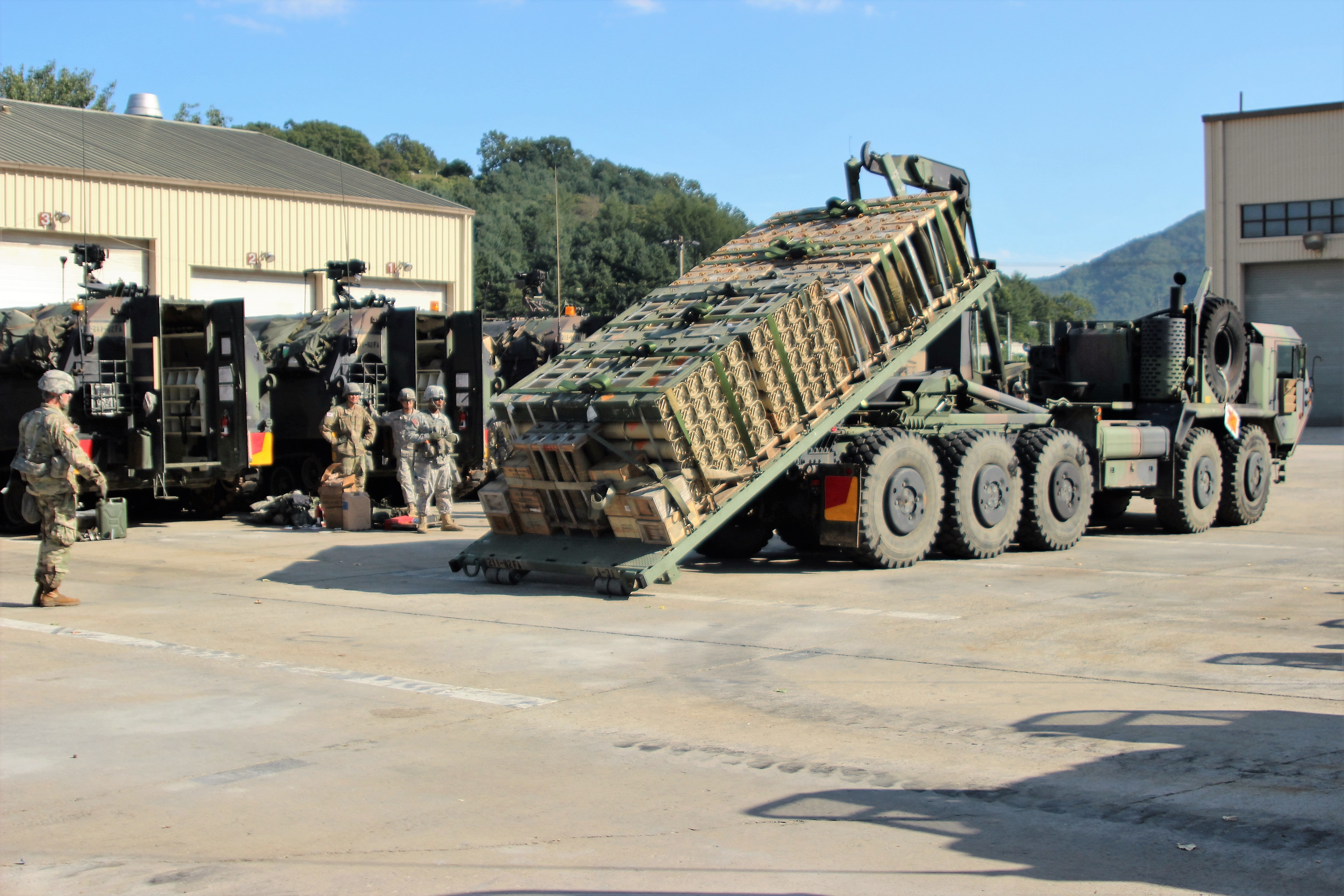
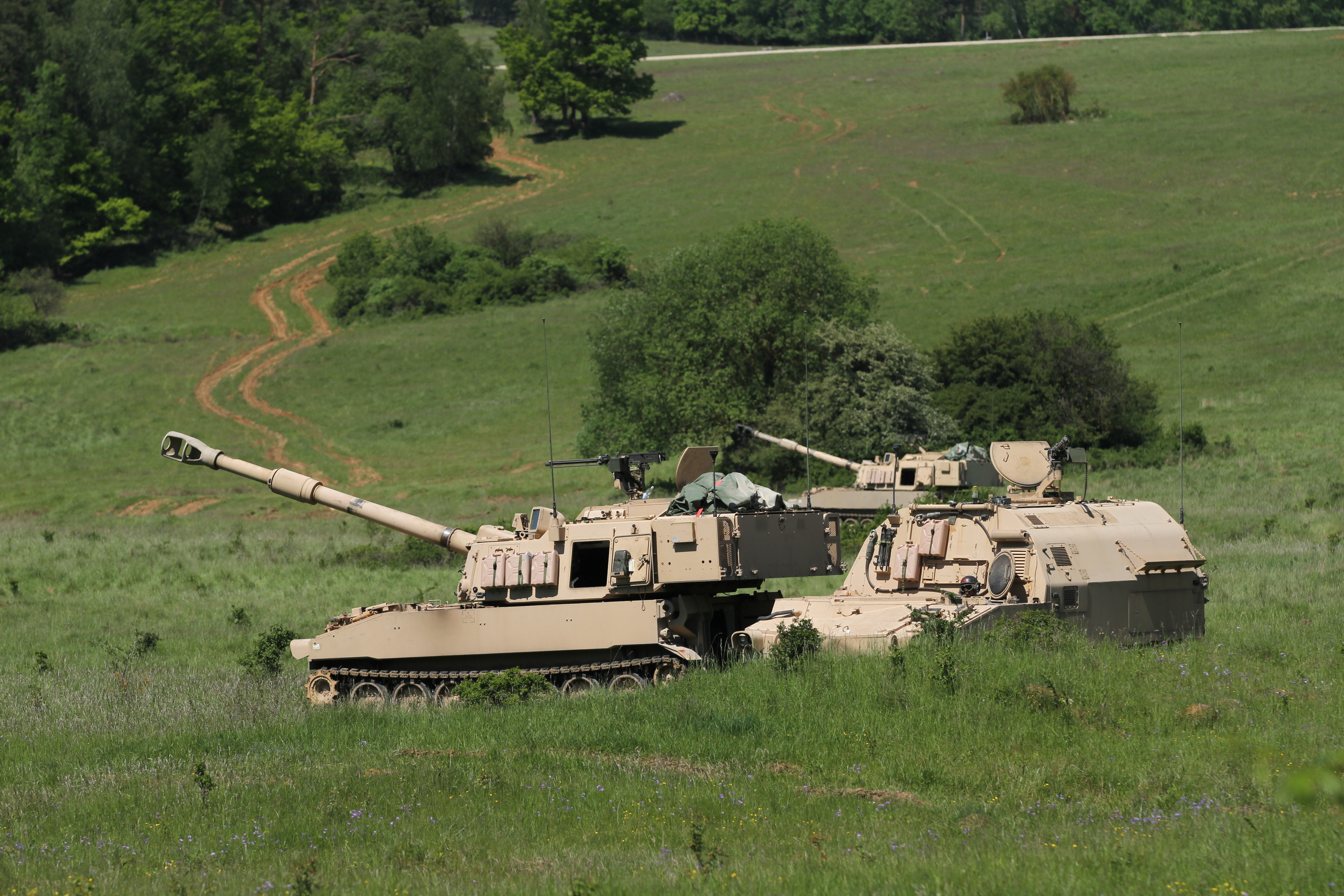
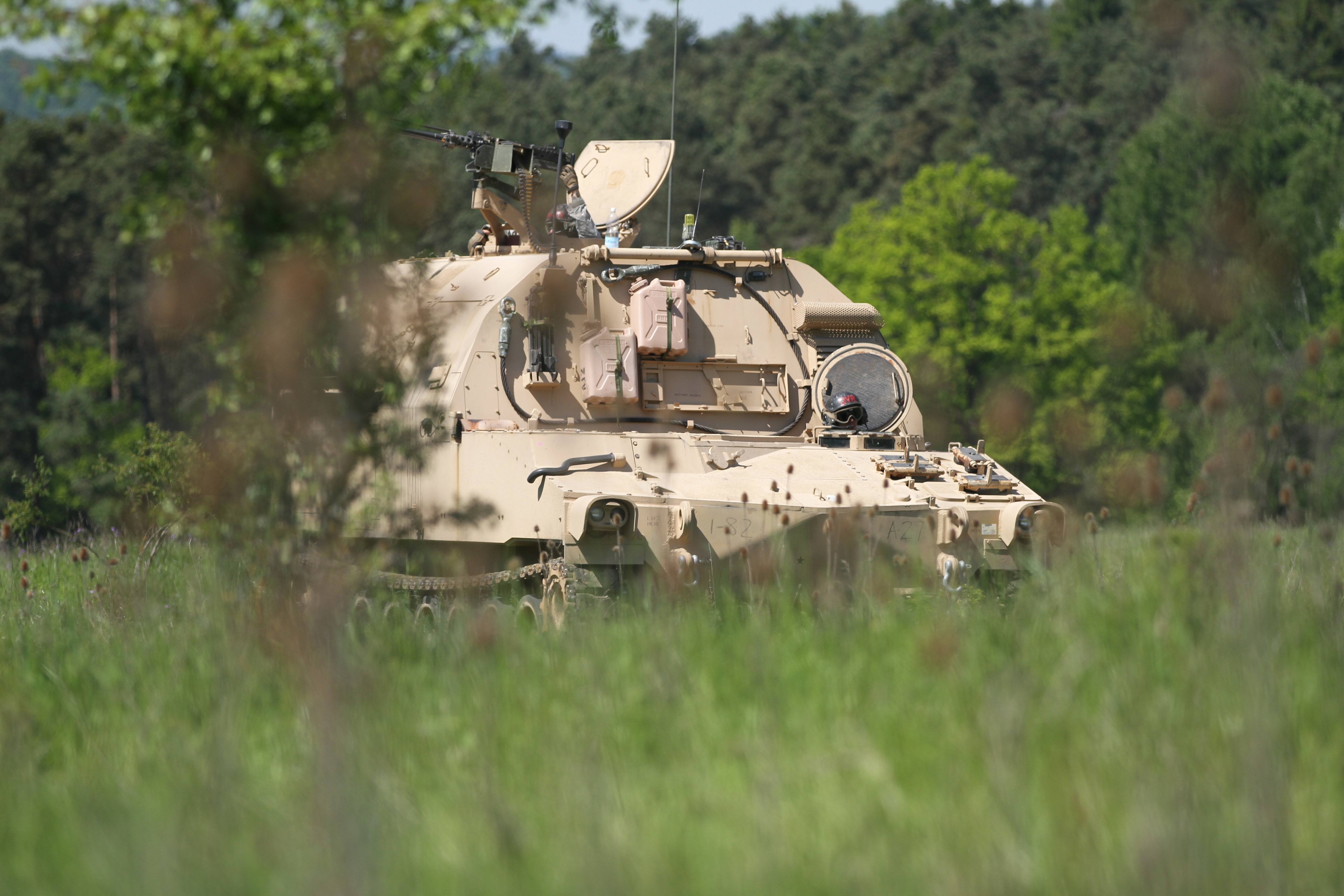
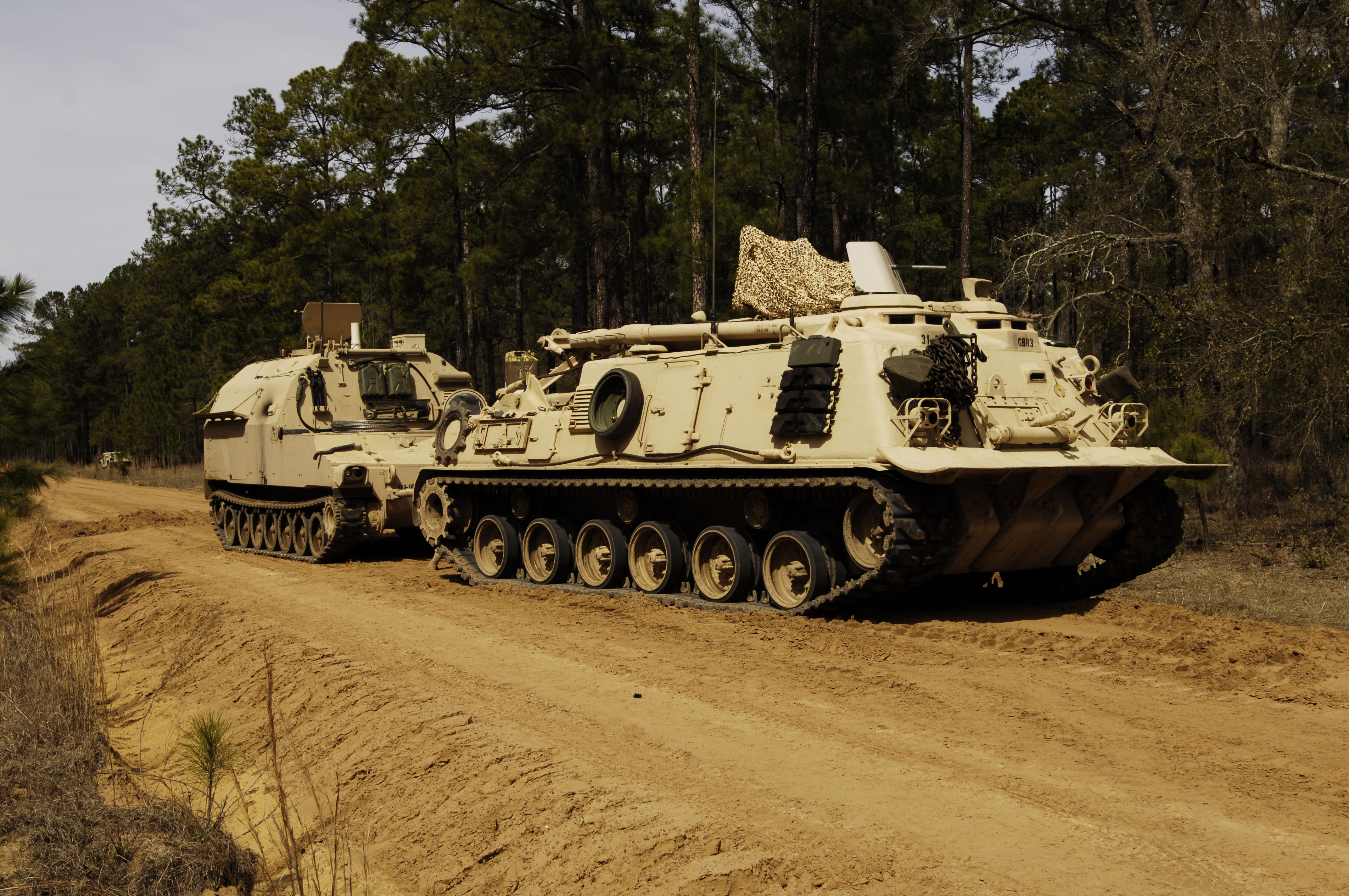
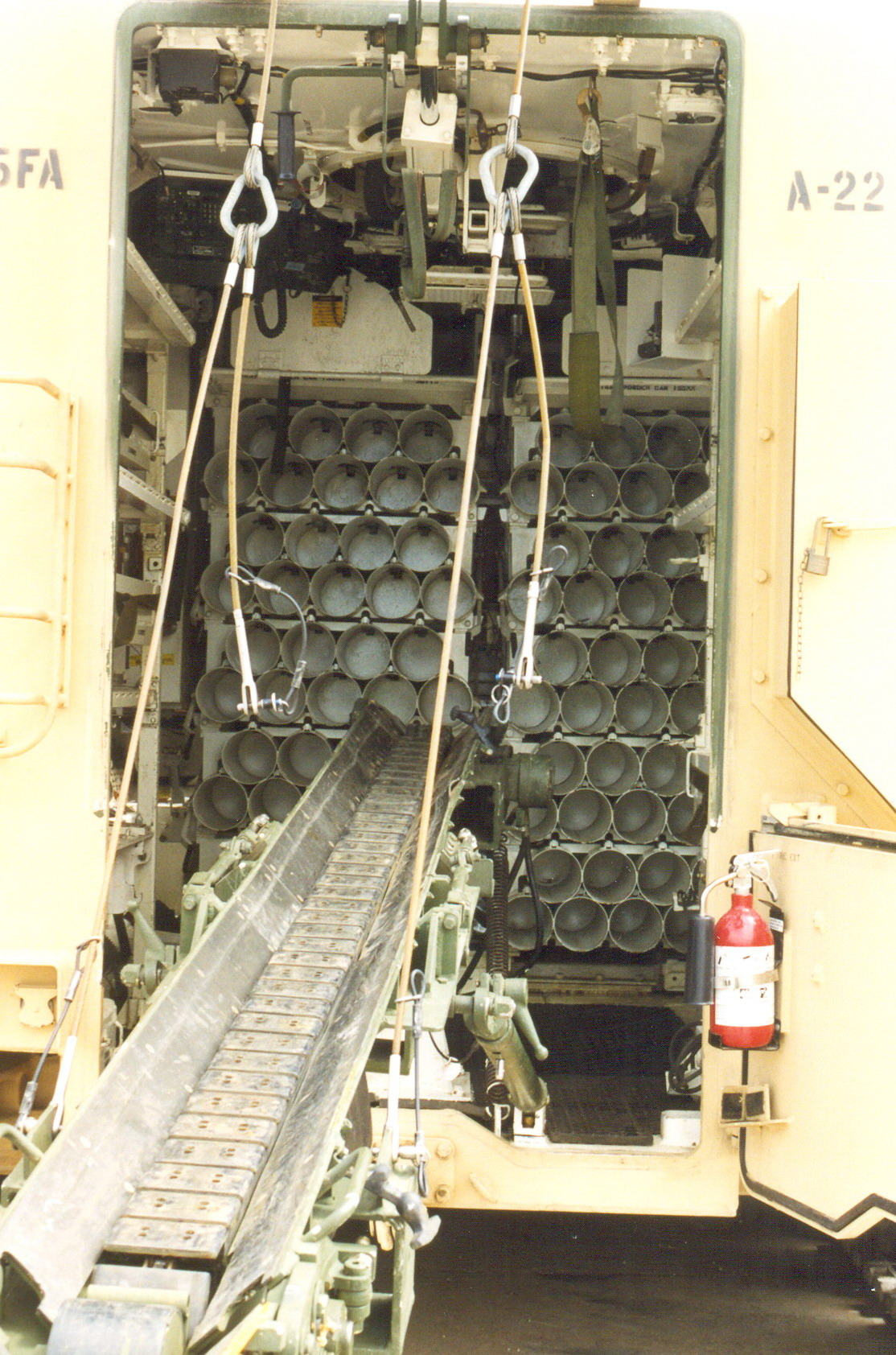

## Operadores
- Estados Unidos .
- Brasil - 40 (ex-U.S. Army)
- Chile
- Egipto - 275
- Líbano
- España[1]
- Corea del Sur - K66
- Marruecos - 85 en 2016[2]
- República de China
- Tailandia
- Grecia

## Vehículos comparables
- Anexo:Materiales del Ejército de Tierra de España

- Datos: Q3841193
- Multimedia: M992 Field Artillery Ammunition Support Vehicle / Q3841193